# 後潭里

23°27′N 120°20′E / 23.450°N 120.333°E
後潭里是中華民國臺灣嘉義縣太保市轄下的行政區。168縣道(嘉朴公路)經過，交通便利生活機能齊全。面積約1.703085平方公里，行政區包含15個鄰、643戶、人口數1606人。聚落內的平安宮、旗牌石為該里景點。

## 地理
後潭里是因為平安宮前面的龍潭而得名，前潭里位於龍潭東邊，後潭里則位於西邊。緊鄰嘉朴公路(168縣道)，與嘉義高鐵站距離約2.8公里，此里並無國中小。

## 聚落歷史
後潭居民原本為漳州府漳浦縣人移至此地，名為媽窮者，移入後潭。而今日後潭里的居民大多數以陳、蔡、馬三姓居多。後潭里有三個庄頭，後潭、下面新厝(舊名)、廟仔。蔡家的祖先第五房曾在朝為官，留有一塊「旗牌石」，在蔡家子孫居住的院子裡。
日據時代，從六腳鄉移居來後潭里的陳啟兄弟是保正，是包商，完成嘉太公路（168縣道），是大地主，另一個大地主王濂也是相當有名。

## 教育
原設有太保國小後潭分校，但因學生日漸稀少，於2003年8月1日起裁併，其原校址以作為後潭社區活動中心為社區教育之用。現今國小及國中學區分別為，太保國小及太保國中。

## 文化資源
- 玉泉寺：創立年代為1962年，主祀神明的神明為關聖帝君，陪祀的神明有觀世音菩薩，建立的變革，玉泉寺供奉關聖帝君、呂仙祖、文昌帝君，民國五十年從嘉義市新榮街遷來現後潭里，向後潭里蔡百福先生購買土地建造廟寺，由已過世鄭金寶先生出資三分之二，前後潭里信徒出資三分之一完成。

- 平安宮：創立年代是1690年，主祀神明是三山國王，陪祀的神明是土地公，註生娘娘，建立的變革，相傳康熙中葉時，本地蔡姓者從大陸移來本地時把祖先供俸的玄天上帝神像奉祀於家中，年年有祭，一直到嘉慶年間，由民間協助捐金建立廟宇並且取名龍潭宮，安座神位。但每年有祭典仍有蓋壇迎神鑒戲，在民國五年在年末，鑄一石爐刻名「平安宮」，民國二十八年廟宇重建以石爐取名為「平安宮」。本宮主祀玄天上帝及三山國王，前者較早，後者約在嘉慶年間[3]。

- 後潭戲院：1946年由陳啟兄弟設立於嘉朴公路設置，設置後酒家、茶室林立，間接促進沿線生活機能的發展。168縣道後潭段之商家、衛生所、郵局、電信局、農會分部皆以戲院為核心發展設置[1]。

## 景點
- 後潭夜市：位於嘉朴公路137號旁通往龍潭小路，夜市範圍約300公尺起於公路口，終於平安宮前[4]。

- 旗牌石：蔡家祖先的第五房曾在朝當官而留下，在蔡家後代子孫居住的院子裡。日治時期，從六腳鄉移居來後潭里的陳啟兄弟是保正，又是包商，完成嘉朴公路（168線道），又是大地主，另一位王濂也是相當有名的大地主[1]。